# Jarama

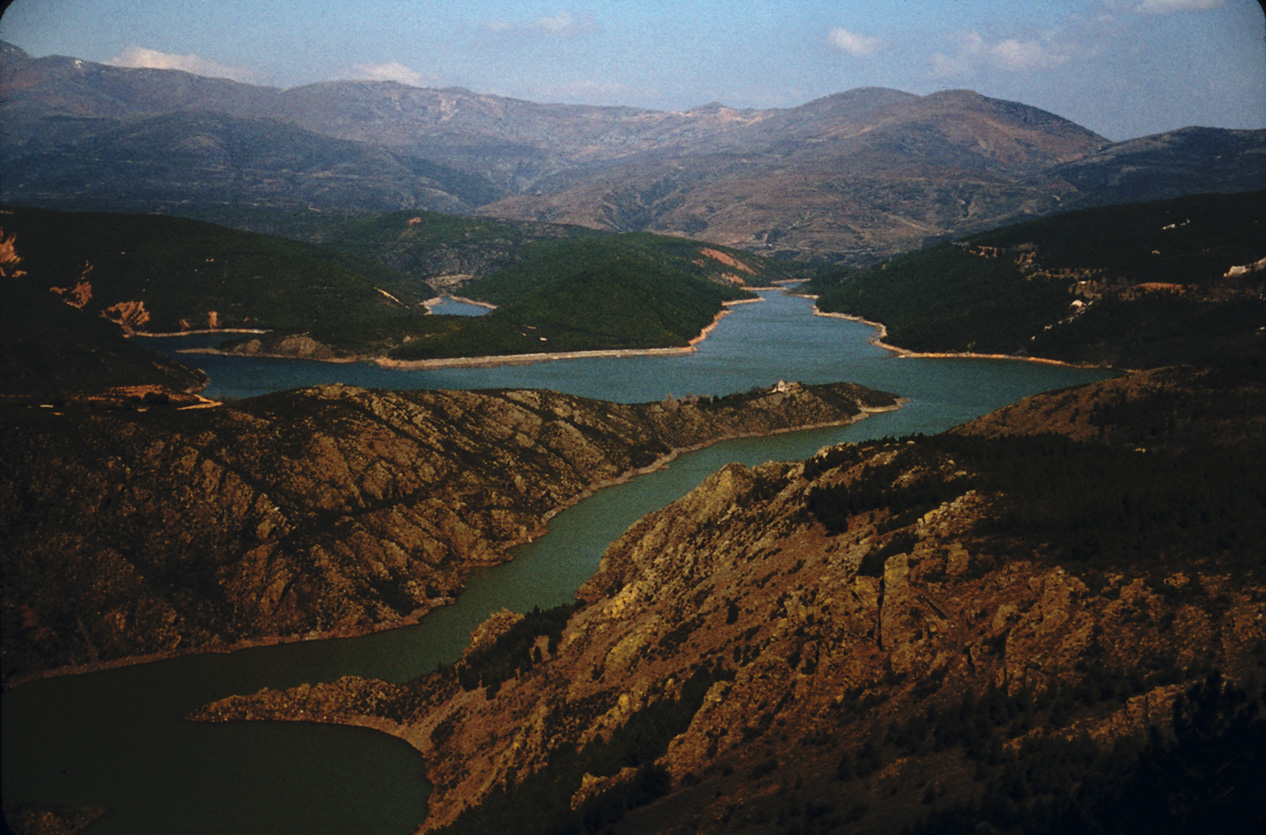
El Vado-Stausee

Der Jarama ist ein 190 Kilometer langer rechter nördlicher Nebenfluss des Tajo in Zentralspanien.

## Verlauf
Der Río Jarama entspringt im Iberischen Scheidegebirge an den Ausläufern des Peña Cebollera, auch bekannt als Pico de las Tres Provincias (deutsch: „Spitze der drei Provinzen“), dort wo die Provinzen Madrid, Guadalajara und Segovia zusammentreffen. Er fließt vorwiegend von Nord nach Süd durch die Provinzen Guadalajara und Madrid, wobei er die Stadt Madrid nahe dem Flughafen Barajas östlich passiert. Zwei Kilometer westlich der Residenzstadt Aranjuez mündet der Jarama in den Tajo, den längsten Fluss der Iberischen Halbinsel, wobei er auf den letzten Kilometern die Grenze der Provinzen Madrid und Toledo bildet.

## Zuflüsse
| links - Río del Ermito - Río Berbelido - Río Henares - Río Tajuña | rechts - Río Lozoya - Río Manzanares |

## Stauseen
In seinem Oberlauf sollte der Río Jarama mehrfach gestaut werden, doch derzeit ist nur noch ein Stausee (Embalse de El Vado) übrig; die anderen sind entweder stillgelegt oder seit über 50 Jahren in Planung.

## Orte am Fluss
| Provinz Guadalajara - El Cardoso de la Sierra - Uceda | Autonome Gemeinschaft Madrid - Talamanca de Jarama - San Fernando de Henares - Velilla de San Antonio - San Martín de la Vega - Titulcia |

## Sehenswürdigkeiten

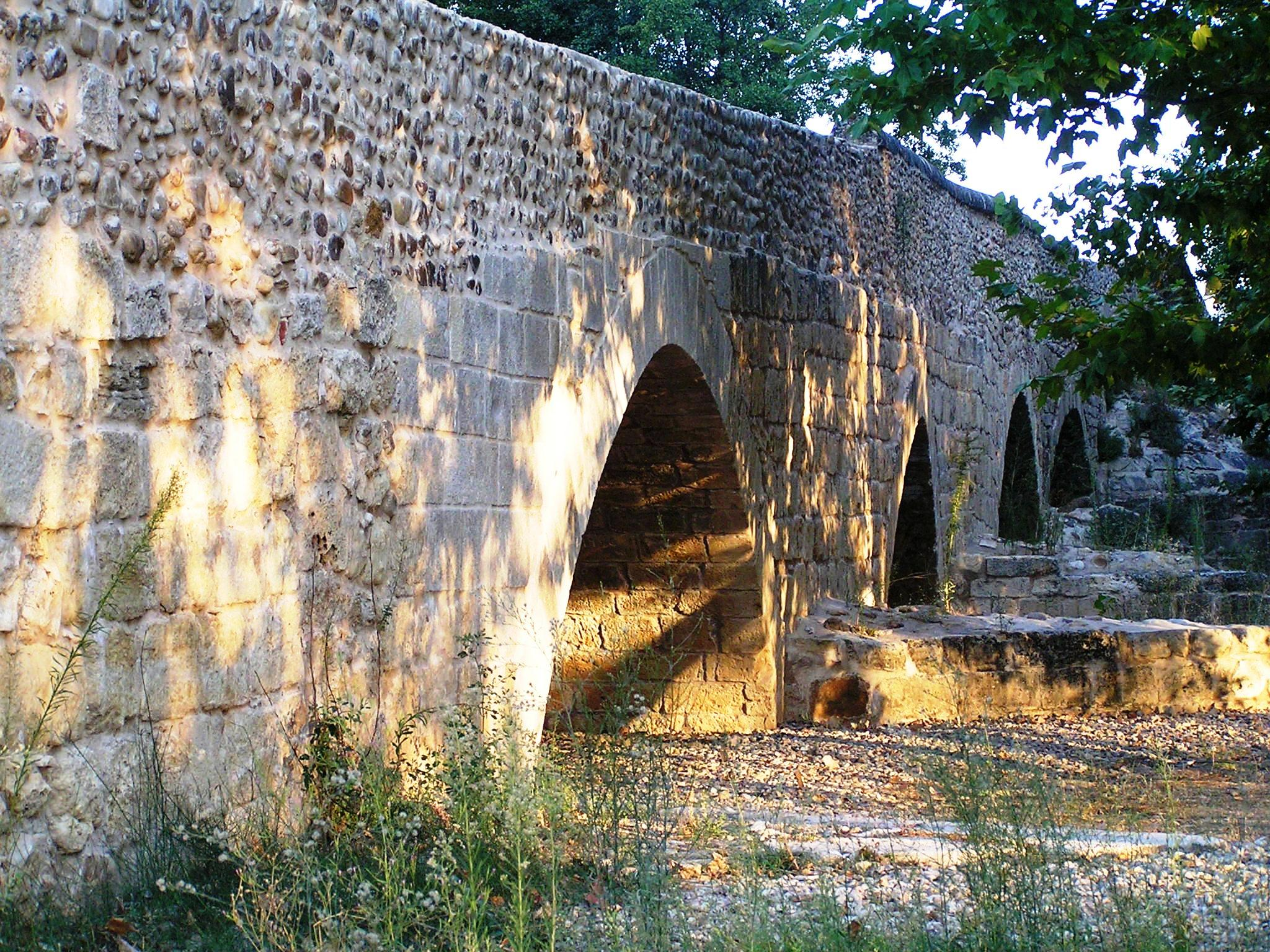
‚Römerbrücke‘ bei Talamanca de Jarama

Der Oberlauf des Río Jarama ist begleitet von Wäldern und eignet sich gut für Wander- und Angeltouren. Das reizvoll gelegene Bergdorf El Cardoso de la Sierra hat nur noch 70 Einwohner. Kulturelle Sehenswürdigkeiten am Fluss sind rar – die sogenannte ‚Römerbrücke‘ bei Talamanca de Jarama wurde im Verlauf der Jahrhunderte mehrfach ausgebessert und teilweise erneuert. Der alte Ortskern von Talamanca wurde wegen seiner historischen Bauten als Kulturgut (Bien de Interés Cultural) in der Kategorie Conjunto histórico-artístico eingestuft; in der Umgebung des Ortes stehen mehrere Wachtürme (atalayas) aus islamischer Zeit. Bei Aranjuez befindet sich das sehenswerte barocke Königsschloss (palacio real); Stadt und Palast gehören zum UNESCO-Weltkulturerbe.

## Geschichte
Am 11. November 1936 während des Spanischen Bürgerkriegs, während der Schlacht von Madrid, als die nationalistischen Kräfte mit allen Mitteln versuchten Madrid einzunehmen, kam es auf republikanischer Seite zu einer Liquidierung von 1.029 „nationalen“ Gefangenen im Jaramatal. Die Gefangenen wurden aus dem Gefängnis Modelo abtransportiert und im Jaramatal durch das V. Regiment der Republikaner liquidiert. Die Liquidierung war die Rache der Republikaner für das Massaker bei der Einnahme von Badajoz durch nationalistische Truppen, als 1.500 Republikaner in der Stierkampfarena von Badajoz erschossen wurden. Die Liquidierung wurde propagandistisch damit begründet, dass es sich bei den Liquidierten um Angehörige der Fünften Kolonne handeln würde. Es gibt die unbewiesene Behauptung, dass die Erschießungen durch den kommunistischen Führer Santiago Carrillo angeordnet wurden. Eine andere Theorie geht davon aus, dass der Befehl von José Cazorla, dem Stellvertreter von Carrillo, oder vom sowjetischen Berater Kolzow kam. Dieses Kriegsverbrechen wurde vom Direktor des Gefängnisses Melchor Rodríguez verurteilt.
Das Jaramatal war auch der Ort der Schlacht am Jarama. Am 6. Februar 1937 versuchte der General Emilio Mola den Fluss Jarama zu überqueren. Ein zentrales Ziel der nationalistischen Truppen war es, die Stadt Arganda del Rey einzunehmen, um die Versorgung von Madrid über die Nationalstraße III zu unterbrechen. Der nationalistische Angriff in der Ebene von La Marañosa wurde von ca. 25.000 Mann getragen, darunter auch Truppen der Spanischen Legion und der Legion Condor.

## In der Literatur
- El Jarama, 1956, ist ein Roman von Rafael Sánchez Ferlosio über Jugendliche, die am Jarama picknicken. Seine realistischen Dialoge gelten als Beispiel für die Erneuerung des spanischen Romans in den 1950er Jahren.[1]
- In der Novelle "Die Schwarze Galeere" von Wilhelm Raabe ist im ersten Kapitel von einem "Schloss an der Jarama" die Rede.

## Notizen
1. ↑  Übers. Helmut Frielinghaus: Am Jamara. Insel Verlag, 1960